# (I'm) Stranded
Albums de The Saints
Eternally Yours
(1978)
(I'm) Stranded est le premier album du groupe australien de punk The Saints.
Sorti en 1977, c'est l'un des meilleurs albums de punk rock[citation nécessaire].
Wild About You est une reprise du groupe des années 1960 The Missing Links.

## Liste des morceaux
| No  | Titre                                     | Durée |
| --- | ----------------------------------------- | ----- |
| 1.  | (I'm) Stranded (Ed Kuepper, Chris Bailey) |       |
| 2.  | One Way Street (Kuepper, Bailey)          |       |
| 3.  | Wild About You (Andy James)               |       |
| 4.  | Messin' with the Kid (Kuepper, Bailey)    |       |
| 5.  | Erotic Neurotic (Kuepper, Bailey)         |       |
| 6.  | No Time (Kuepper, Bailey)                 |       |
| 7.  | Kissin' Cousins (Fred Wise, Randy Starr)  |       |
| 8.  | Story of Love (Kuepper)                   |       |
| 9.  | Demolition Girl (Kuepper)                 |       |
| 10. | Nights in Venice (Kuepper, Bailey)        |       |